# 2095 Parsifal
2095 Parsifal eller 6036 P-L är en asteroid i huvudbältet som upptäcktes den 24 september 1960 av den nederländsk-amerikanske astronomen Tom Gehrels och det nederländska astronomparet Ingrid van Houten-Groeneveld och Cornelis Johannes van Houten vid Palomarobservatoriet. Den är uppkallad efter Perceval i den keltiska mytologin.
Asteroiden har en diameter på ungefär 9 kilometer.